# Margara
Margara là một đô thị thuộc tỉnh Armavir, Armenia. Dân số ước tính năm 2011 là 1487 người.